# چو مین-سون
چو مین-سون (انگلیسی: Cho Min-sun؛ زادهٔ ۲۱ مارس ۱۹۷۲) ورزشکار جودو اهل کره جنوبی است.
وی در مسابقات کشوری و بین‌المللی در مجموع برندهٔ ۵ مدال طلا، ۱ مدال نقره، ۵ مدال برنز شده‌است.